# USM Bel Abbès
O Union Sportive Medinat de Bel Abbès é um clube de futebol com sede em Sidi Bel Abbès, Argélia. A equipe compete no Campeonato Argelino de Futebol.

## História
O clube foi fundado em 1933.